# Diuris filifolia
Diuris filifolia, thường được biết đến với tên the Cat's Face Orchid, là một loài lan. It is đặc hữu của the south-west of Western Australia.